# 中村幸代
中村 幸代（なかむら ゆきよ、1967年12月8日 - ）は、神奈川県鎌倉市出身の作曲家・音楽プロデューサー・キーボーディスト。血液型はB型。

## 人物
エレクトーンを弾き始めたのは9歳。作曲は17歳のころから始める。1987年には、インターナショナル・エレクトーン・フェスティバルにてグランプリを受賞。1989年にデビュー後、精力的なコンサート活動を行う。ソロモン諸島での国際交流基金後援、外務省各大使館主催による初の日本人公演、NHKスペシャル ブッダ 大いなる旅路メイン・テーマ担当、また、1998年長野オリンピック室内競技表彰式へ提供したテーマ曲は賞賛された。多くのドラマやスペシャル番組などの音楽プロデュースや、多数のアーティストのアレンジ・プロデュースも手がけている。幼いころから宇宙や地球が好きで、自然をテーマにした曲も多い。現在は2児の母親でもある。

## ディスコグラフィー

### アルバム
- YUKIYO （1989年10月21日）
- 目の前のにんじん （1990年10月21日）
- Birthday （1992年6月19日）
- THE ARCH OF THE HEAVENS （1994年10月21日）
- 部屋においでよ Come on a my house! （1995年2月22日）
- 人でなしの恋 （1995年11月1日）
- Campus Note （1996年3月6日）
- はみだし刑事情熱系 （1996年11月21日）
- イタズラなKiss （1996年12月1日）
- ブッダ・大いなる旅路 （1998年7月15日）
- 創世紀（英語: At the Threshold of an Era） 香港TVBドラマ（1998-1999）
- 金曜日の恋人たちへ （2000年3月1日）
- harvest （2000年11月22日）
- ネバーランド （2001年9月5日）
- In my Life （2001年12月5日）
- harvest 〜MOTHER EARTH〜 2（2004年6月23日）
- Soleil （2005年10月19日）
- 光と水の旋律 （2006年8月9日）
- Green Days （2009年12月2日）
- 大地と水の記憶 （2012年11月7日）

### シングル
- Rain （1995年5月31日）
- Grace 〜We are one〜 （1999年7月28日）

### DVD
- ネバーランド （2001年10月3日）
- 世界遺産 エジプト編 （2002年11月20日）
- サラリーマン金太郎 4 （2004年7月23日）
- 忠臣蔵 （2005年2月25日）
- イタズラなKiss （2008年11月26日）
- NHKスペシャル 月と地球 46億年の物語 〜探査機かぐや 最新報告〜 （2009年5月20日）
- NHKスペシャル ブッダ 大いなる旅路 （2009年5月20日）